# Sterling Knight
Sterling Sandmann Knight (ur. 5 marca 1989 w Houston) – amerykański aktor, autor tekstów i wokalista; rozpoczął karierę w 2005 roku. Najbardziej rozpoznawalny z ról Alexa O’Donnella w filmie Znów mam 17 lat, Chada Dylana Coopera w serialach Słoneczna Sonny i Z innej beczki oraz Christophera Wilde’a w produkcji Disney Channel Randka z Gwiazdą. Wystąpił również gościnnie w serialu Hannah Montana, grając chłopca o imieniu Lucas.

## Życie prywatne
Sterling urodził się w Houston, w Teksasie. Ma siostrę, Samanthę Scarlett, a także brata, Spencera Shuga. Aktor lubi grać w golfa, jeździć na snowboardzie i grać na gitarze; rozwijając umiejętności gry na tym instrumencie, Sterling stworzył ze swoim kolegą, Mattem Shively, kapelę na YouTube.

## Filmografia
| Role główne   | Role główne                     | Role główne       | Role główne                                                                           |  |
| Rok           | Tytuł                           | Rola              | Notatki                                                                               |  |
| ------------- | ------------------------------- | ----------------- | ------------------------------------------------------------------------------------- |  |
| 2012          | Tranzyt                         | Shane Sidwell     |                                                                                       |  |
| 2011          | Z innej beczki                  | Chad Dylan Cooper | Produkcja Disney Channel                                                              |  |
| 2010          | Współczesna historia Kopciuszka | Ty Parker         |                                                                                       |  |
| 2010          | Randka z gwiazdą                | Christopher Wilde | Produkcja Disney Channel                                                              |  |
| 2009-         | Słoneczna Sonny                 | Chad Dylan Cooper | Produkcja Disney Channel                                                              |  |
| 2009          | Znów mam 17 lat                 | Alex O’Donnell    |                                                                                       |  |
| 2007          | Podkomisarz Brenda Johnson      | Grady Reed        | odcinek 14 i 15 sezon 3                                                               |  |
| Role gościnne |                                 |                   |                                                                                       |  |
| Rok           | Tytuł                           | Rola              | Uwagi                                                                                 |  |
| 2008          | Chirurdzy                       | Kip               | „Wolność” (odcinek 16 i 17, sezon 4)                                                  |  |
| 2008          | Co gryzie Jimmy’ego?            | Brad              | „Kiepska fanaberia” (odcinek 17, sezon 1) Produkcja Cartoon Network                   |  |
| 2007          | Hannah Montana                  | Lucas             | „Chłopak mojej najlepszej przyjaciółki” (odcinek 7, sezon 2) Produkcja Disney Channel |  |